# Mariana Pineda (obra de teatro)
Mariana Pineda es una obra de teatro del poeta y dramaturgo español Federico García Lorca basado en la vida de Mariana de Pineda Muñoz, figura relevante de la resistencia a la restauración absolutista en España del siglo XIX.
Se escribió entre 1923 y 1925, y se representó por primera vez en 1927.

## Argumento
La obra gira en torno a Mariana Pineda, la granadina de 26 años que en el siglo XIX fue condenada a muerte en la guerra, por defender la causa liberal por haber encontrado en su casa  una bandera con las palabras Libertad, Igualdad y Ley. Esta bandera fue bordada por unas mujeres del barrio del Albaycin.

## Representaciones destacadas
- Estreno (en el Teatro Goya de Barcelona, 24 de junio de 1927. Decorados: Salvador Dalí. Intérpretes: Margarita Xirgu (Mariana Pineda), Carmen Carbonell (Amparo), Eugenia Illescas (Doña Angustia), Pascuala Mesa (Isabel la Clavela), Julia Pachelo (Sor Carmen), Luis Peña padre (Fernando), Alfonso Muñoz (Pedro de Sotomayor), Francisco López Silva (Pedrosa), Luis Peña Illescas (Niño).
- Teatro Principal, Valencia, 3 de julio de 1937. Dirección: Manuel Altolaguirre. Intérpretes: Mari Carmen García Antón (Mariana Pineda), María del Carmen García Lasgoity, Luís Cernuda. Figurines y decorado de Víctor Cortezo.
- Teatro Marquina, Madrid, 1967. Dirección: Alfredo Mañas. Intérpretes: María Dolores Pradera (Mariana Pineda), Pastora Peña, Estanis González, Fernando Sala, Ricardo Merino.
- "Teatro Martin de Madrid, 1982. "Dirección José Diez.  Intérpretes: Carmen de la Maza (Mariana Pineda), Maruchi Fresno, Manuel de Blas, Manuel Torremocha, Mercedes Barranco, Carlos Hipólito.
- Teatro Nacional Lope de Vega, Sevilla, 1982. Dirección: José Díez. Intérpretes: Carmen de la Maza (Mariana Pineda), Maruchi Fresno, Manuel de Blas, Manuel Torremocha, Mercedes Barranco, Carlos Hipólito.
- Teatro Metropolitan II, Buenos Aires, 1995, Dirección: Jaime Kogan. Intérpretes: Virginia Lago (Mariana Pineda), Marcelo Alfaro, Rubén Hernández, Martin Neglia, Liliana Parafioriti, Miguel Ruiz Díaz, Marcelo Cosentino, Chany Mallo, Muriel Santa Ana y elenco. Escenografía y vestuario: Graciela Galán. Música: Marcelo Álvarez.
- Teatro Bellas Artes, Madrid, 1998. Dirección: José Tamayo. Intérpretes: Carmen Conesa (Mariana Pineda), Manuel Bandera, Joaquín Hinojosa, Mari Paz Ballesteros, María José Estremera, Irene Escolar, Víctor Elías.
- Teatro Español, Madrid, 2021. Dirección: Javier Hernández-Simón. Intérpretes: Laia Marull (Mariana Pineda), Aurora Herrero, Marta Gómez, Álex Gadea, Óscar Zafra.